# GroenLinks
GroenLinks, zkráceně GL (česky Zelená levice) je nizozemská zelená politická strana.
GroenLinks se zrodila v roce 1989 jako federace čtyř, původně samostatných, malých levicových stran: Komunistické strany Nizozemska (Communistische Partij Nederland, CPN), Pacifistické socialistické strany (Pacifistisch Socialistische Partij, PSP), Politické strany radikálů (Politieke Partij Radikalen, PPR) a Evangelické lidové strany (Evangelische Volkspartij, EVP).
Mládežnickou organizací GroenLinks je DWARS.

## Historie
Levicové strany – CPN, PSP, PPR a EVP spolupracovaly v koalici již od roku 1972. Společně měly tyto 4 strany 16 mandátů. Tvořily koalici s nizozemskou Stranou práce – PvdA, která byla tehdy vládní stranou.
V roce 1977 tyto čtyři strany získaly společně pouze 6 mandátů a z PvdA se stala opoziční strana.
V roce 1980 šly tyto čtyři strany společně do komunálních a regionálních voleb. V roce 1984 pak tři z nich, CPN, PSP a PPR, tedy bez EVP, utvořily společný blok, nazvaný Zelená pokroková dohoda – GPA. Společně pak kandidovaly do Evropského parlamentu. Společně protestovaly proti jaderným zbraním a jaderné energetice.
V důsledku ideového posunu CPN od leninsko-stalinského bolševismu k eurokomunismu a demokratickému socialismu se od ní oddělily Svaz komunistů Nizozemska - VCN a Nová komunistická strana Nizozemska - NCPN.
Od PSP se oddělila Strana pro socialismus a odzbrojení a od PPR politická strana Zelení.
CPN, PSP a PPR se v roce 1989 zúčastnily voleb do Evropského parlamentu jako blok s názvem Duha.
V nizozemských parlamentních volbách v roce 1989 utvořily všechny čtyři strany (CPN, PSP, PPR a EVP) jednotnou kandidátku, na které byli kandidáti jednotlivých stran a nezávislých kandidátů z řad ekologických iniciativ, anarchistických skupin a lidskoprávních organizací.
V průběhu let 1989 až 1991 se GroenLinks formovala do dnešní podoby, kterou tvoří federace (již však ne koalice) čtyřech zakládajících stran (CPN, PSP, PPR, EVP) a nezávislých proudů. Uvnitř fungují s jistou mírou nezávislosti, navenek však vystupují jako jediná strana.
Po volbách v roce 1998 se parlamentní zastoupení GroenLinks zvýšilo na 11 mandátů a strana začala uvažovat i o účasti ve vládě v koalici s PvdA po volbách v roce 2002.
V roce 1999 došlo ve straně k názorovému rozkolu kvůli válce v Kosovu. Poslanci Sněmovny reprezentantů podpořili intervenci NATO, zatímco senátoři byli proti. Někteří bývalí 
členové Pacifistické socialistické strany zasedající v Senátu veřejně vyslovili pochybnosti o smyslu intervence. Výsledkem byl kompromis:  GroenLinks podpoří intervenci, pokud se omezí na vojenské cíle. Původní členové zakladatelských stran – mezi nimi Marcus Bakker a Joop Vogt – kvůli tomu opustili stranu.
Dne 22. listopadu 2008 přijal Kongres GroenLinks nový manifest strany.

## Politický program
- Ochrana země, zachování ekosystémů a uctivé zacházení se zvířaty.
- Spravedlivé rozdělení omezených zdrojů mezi všechny občany na světě a mezi současné generace a generace budoucí.
- Uvolněné společenské vztahy a spravedlivé rozdělení příjmů, jež dají každému příležitost k práci, péči, vzdělávání a kombinovat volný čas.
- Pluralitní společnost, na níž se podílejí všichni stejně a mají co největší volnost k účasti. To kombinuje otevřenost společnosti a zelenou politiku.
- Ideální občanství, v níž se každý může plně podílet na demokratickém procesu a cítit se odpovědným za organizaci společnosti.
- Posílení mezinárodního právního řádu, světového míru a zajištění dodržování lidských práv.